# Kassim Abdallah
Kassim Abdallah Mfoihaia (Marsiglia, 9 aprile 1987) è un calciatore francese naturalizzato comoriano, difensore dell'Olympique Marsiglia 2.

## Carriera

### Club
Gioca dal 2007 al 2009 al Marignanaise. Nel 2009 si trasferisce al Sedan-Ardennes. Nel 2012 viene acquistato dall'Olympique Marsiglia. Nel 2014 passa all'Évian TG. Nel 2016 si trasferisce all'Ajaccio.

### Nazionale
Debutta in nazionale il 10 agosto 2007, in Comore-Reunion, in cui mette a segno una rete; è stato convocato per la Coppa delle nazioni africane 2021.

## Statistiche

### Cronologia presenze e reti in nazionale
| Cronologia completa delle presenze e delle reti in nazionale ― Comore | Cronologia completa delle presenze e delle reti in nazionale ― Comore | Cronologia completa delle presenze e delle reti in nazionale ― Comore | Cronologia completa delle presenze e delle reti in nazionale ― Comore | Cronologia completa delle presenze e delle reti in nazionale ― Comore | Cronologia completa delle presenze e delle reti in nazionale ― Comore | Cronologia completa delle presenze e delle reti in nazionale ― Comore | Cronologia completa delle presenze e delle reti in nazionale ― Comore |
| Data                                                                  | Città                                                                 | In casa                                                               | Risultato                                                             | Ospiti                                                                | Competizione                                                          | Reti                                                                  | Note                                                                  |
| --------------------------------------------------------------------- | --------------------------------------------------------------------- | --------------------------------------------------------------------- | --------------------------------------------------------------------- | --------------------------------------------------------------------- | --------------------------------------------------------------------- | --------------------------------------------------------------------- | --------------------------------------------------------------------- |
| 23-03-2019                                                            | Yaoundé                                                               | Camerun                                                               | 3 – 0                                                                 | Comore                                                                | Qual. Coppa d'Africa 2019                                             | -                                                                     | cap. 30’ 72’                                                          |
| 10-1-2022                                                             | Yaoundé                                                               | Comore                                                                | 0 – 1                                                                 | Gabon                                                                 | Coppa d'Africa 2021 - 1º turno                                        | -                                                                     | 45’ 46’                                                               |
| Totale                                                                |                                                                       | Presenze                                                              | 2                                                                     |                                                                       | Reti                                                                  | 0                                                                     |                                                                       |